# Cinerama

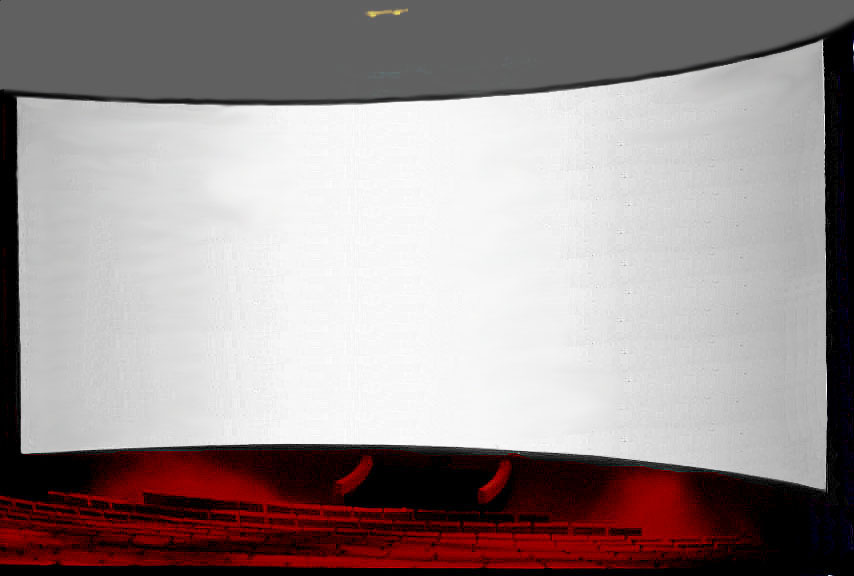
Una pantalla Cinerama

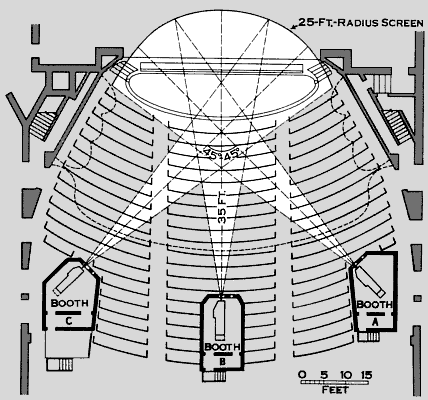
El proceso de Cinerama originalmente proyectaba imágenes simultáneamente desde tres proyectores 35 mm sincronizados en una pantalla gigante, profundamente curvada, que subtiende 146 ° de arco.

Cinerama es el nombre comercial para el proceso de filmar con tres cámaras sincronizadas y proyectadas por medio de tres proyectores de 35 mm trabajando en igual sincronía, una imagen panorámica, incrementando su detalle y tamaño, sobre una enorme pantalla de acusada curvatura. El sonido es estereofónico, de siete pistas, y se encuentra grabado sobre una cuarta banda magnética de 35 mm a la vez sincronizada con los proyectores. Fue uno de los varios procesos de este tipo que se iniciaron en la década de los cincuenta, cuando la industria cinematográfica reaccionaba a la competencia que entrañaba la televisión y contó con un gran impacto en la industria fílmica.
El Cinerama presentaba el problema de que la imagen proyectada contenía dos líneas donde se unían los tres paneles que eran difíciles de ocultar, lo cual era una distracción para la audiencia a pesar de la extrema claridad del resto de la imagen.
Las películas en Cinerama tendían a ser documentales de viajes, lo cual era un tema que se prestaba visualmente al sistema. En 1961 y 1962, respectivamente, la Metro Goldwyn Mayer, en asociación con la empresa Cinerama, produjo dos películas de orden dramático en el sistema: El maravilloso mundo de los hermanos Grimm y La conquista del Oeste.
Otras maravillosas aplicaciones fueron la primera gran exhibición llamada "Cinerama" y era la representación documental de la potencia del sistema en sí.
Más adelante, tratando de buscar una alternativa al sistema que eliminara sus desafíos técnicos, se empezaron a producir películas en 70mm filmadas con una sola cámara (a veces con una mínima compresión anamórfica) que se publicitaban como Cinerama, pero que no estaban realmente filmadas en el proceso original.

## Historia

### Proceso y producción
En los años 50, la televisión se hacía cada vez más presente en la vida de los estadounidenses, lo que provocó una gran competencia para el cine. Frente a eso, Hollywood  decidió encontrar una forma de volver a atraer el público a las salas de proyección. Buscó algo que la pequeña pantalla no podía ofrecer a sus usuarios. Así es como aparecieron diferentes tipos de invenciones como el Cinemascope, la Panavisión, el Todd-ao, los 70 milímetros, el 3D…Sin embargo, el más impresionante, famoso pero también efímero es el Cinerama. Este fue inventado por Fred Waller (1886-1954) y languideció en el laboratorio durante varios años hasta que Waller, junto a Hazard “Buzz” Reeves, se lo mostrara a Lowell Thomas, quien, primero con Mike Todd y luego con Merian C. Cooper, produjo una muestra comercialmente viable del Cinerama, que abrió en Broadway el 30 de septiembre de 1952. 
La película, titulada This is Cinerama, fue recibida con entusiasmo. Fue el fruto de muchos años de desarrollo. Un precursor, Abel Gance, llevó a cabo la secuencia final del film mudo Napoleón con una reproducción en triple pantalla. 
El nombre "Cinerama" combina los vocablos en inglés cinema y panorama, el origen de todos los neologismos terminados en "-orama" (la palabra "panorama" proviene de las palabras griegas "pan", que significa todo, y "orama", que se traduce en lo que se ve, una vista o un espectáculo).

### Época de éxito
El Cinerama fue un éxito absoluto. Después del estreno de la primera película, esta se convirtió en el número uno en taquilla a pesar de haberse estrenado en solo algunas pocas salas de proyección ya que la mayoría no estaban preparadas para películas con ese tipo de sistema.
Se volvió muy importante en la industria del cine por lo que diferentes producciones decidieron ellas también realizar películas del Cinerama. Al tener pocas salas de proyecciones adaptadas al sistema del Cinerama, tuvieron que renovarlas y en 1960 se abrieron más de 250 salas capaces de proyectar películas con esa nueva tecnología. 
Se realizaron siete películas basadas realmente en el Cinerama, es decir en el método de tres lentes y tres proyectores. Entre estas encontramos algunos documentales como “Vacaciones Cinerama”, “Las siete maravillas del mundo” o “Búsqueda del paraíso” y “El maravilloso mundo de los hermanos Grimm” (1962) que se trata de la primera películas de ficción en Cinerama así como “La conquista del Oeste”.

### Desaparición del Cinerama
Tras su gran éxito en sus inicios, el Cinerama cayó muy rápidamente. Hubo varias razones de su caída, la más importante sería el coste. Este era relativamente alto, tanto en los rodajes como en las proyecciones. El proyeccionista Sittig a BBC Mundo explica: 

Es un equipo que pesa más de 90 kilos descargado (sin los rollos de film) y necesita tres baterías de automóvil para funcionar. Y no graba sonido, o sea que toca grabarlo por separado. Solo trasladar la cámara de un sitio a otro era una empresa costosa.

Además, esa tecnología no era apropiada para cualquier tipo de película sino que únicamente se podía utilizar para grandes espectáculos con historias como westerns o grandes acciones. Otro problema al que se vieron confrontados fue el hecho de que no se podía visualizar lo que se había grabado al momento sino que había que enviarlo a Nueva York, donde estaba el único laboratorio de procesamiento de Cinerama para así poder visualizar las tomas del día. Eso implicaba que no se podía saber si una escena había sido un éxito o debía volverse a rodar.
Otro factor que influenció mucho en su fracaso fue la aparición de otros formatos que, aunque no eran tan impresionantes y espectaculares, eran una forma más económica de crear películas siendo igual de innovadores que el Cinerama para los espectadores. Entre estos encontramos el kinopanorama, el cinemiracle o el circarama. 
Aunque se dejó de producir películas en Cinerama, tuvieron que seguir utilizando las pantallas que habían adaptado al nuevo sistema, y las aprovecharon para proyectar películas de panavisión y 70 milímetros. Eso permitía verlas en una calidad bastante más alta que en una pantalla plana. Sin embargo se empezaron a producir películas en 70 mm grabadas con una sola cámara que se vendían como Cinerama cuando no habían sido filmadas con el sistema habitual. Eso implica que parezca que muchas películas fueron rodadas con el sistema del Cinerama cuando únicamente fueron proyectadas en una sala adaptada a ese sistema.

### Inspiración para nuevos sistemas
Pese a su fracaso, el Cinerama fue una fuente de inspiración para numerosos sistemas. Un ejemplo sería el cineorama que funcionaba gracias a diez proyectores sincronizados que proyectaban sus imágenes en una pantalla circular alrededor de un público. A pesar de que la idea era innovadora, el gran riesgo de incendio creado por  la gran cantidad de calor despedido por las linternas de arco, provocó su interdicción en la tercera representación. Este que había sido presentado en la exposición universal de París en 1900 duró, por lo tanto, menos tiempo que el Cinerama.
También aparecieron sistemas como el Polyvision, Cine Miracle, Circarama… Como el Cinerama, estos no tuvieron éxito y acabaron desapareciendo por varias razones.

## Funcionamiento
El Cinerama es un proyector que funciona gracias a un sistema que consiste en grabar cada plano con tres cámaras diferentes situadas en paralelo. Un mismo plano tenía por lo tanto tres puntos de vista diferentes. Los tres videos son proyectados, a continuación, simultáneamente en una misma pantalla de forma cóncava a través de tres proyectores distintos cuya disposición es muy importante ya que el izquierdo está orientado con el fin de cubrir la parte de la derecha de la pantalla, el derecho para cubrir la parte izquierda y el centro, el centro. Eso produce la sensación de profundidad que tanto impresionaba al público. 
La pantalla, que era de grandes dimensiones, estaba formada por más de mil cintas de plástico perforado. Su forma semicircular cóncava de 146 grados de arco era necesaria ya que evitaba que la luz se refleje de un lado al otro. Además, para aumentar la espectacularidad, se añadirán cinco pistas de sonido magnético y dos más en el auditorio.
Se habla del Cinerama como una forma de entrar en la película ya provoca una ilusión de inmersión en la acción. Las películas grabadas con el sistema del Cinerama eran mayoritariamente documentales de viajes, tema que encaja perfectamente al tipo de sistema. 

## Producciones exhibidas bajo el rótulo de "Cinerama"
| Año  | Título en español                          |  | Especificaciones técnicas |
| ---- | ------------------------------------------ |  | --- |
| 1952 | Esto es Cinerama                           |  | Cinerama de 3 paneles, exhibida en 1971 en copia de 70mm                                                                                                   |
| 1955 | Vacaciones en Cinerama                     |  | Cinerama de 3 paneles |
| 1956 | Las siete maravillas del mundo             |  | Cinerama de 3 paneles |
| 1957 | En busca del Paraiso                       |  | Cinerama de 3 paneles |
| 1958 | Aventuras en los mares del sur             |  | Cinerama de 3 paneles |
| 1958 | Windjammer                                 |  | Filmada en Cinemiracle de 3 paneles; exhibida en Cinerama                                                                                                  |
| 1962 | El maravilloso mundo de los hermanos Grimm |  | Cinerama de 3 paneles |
| 1962 | Vacaciones en España                       |  | Versión reeditada de Scent of Mystery; que fue filmada originalmente en Todd AO-70; convertida al proceso Cinemiracle y exhibida en Cinemiracle y Cinerama |
| 1962 | La conquista del Oeste                     |  | Cinerama de 3 paneles, con algunas escenas filmadas en Ultra Panavision 70                                                                                 |
| 1963 | Lo mejor del Cinerama                      |  | Cinerama de 3 paneles |
| 1963 | El mundo está loco, loco, loco             |  | Filmada en Ultra Panavision 70, presentada en Super Cinerama 70mm anamórfico                                                                               |
| 1964 | El fabuloso mundo del circo                |  | Filmada en Super Technirama 70, presentada en Cinerama 70mm                                                                                                |
| 1964 | Mediterranean Holiday                      |  | filmed in MCS-70; presented in 70 mm Cinerama |
| 1965 | The Golden Head                            |  | Filmada en Super Technirama 70; presentada en Cinerama 70mm solo en Europa                                                                                 |
| 1965 | Lafayette, el guerrero inmortal            |  | Filmada en Super Technirama 70; presentada en Cinerama 70mm solo en Europa                                                                                 |
| 1965 | Chronicle of Flaming Years                 |  | Filmada en Sovscope 70; presentada en Cinerama 70mm solo en Europa                                                                                         |
| 1965 | El tulipán negro                           |  | Filmada en MCS-70; presentada en Cinerama 70mm solo en Europa                                                                                              |
| 1965 | The Greatest Story Ever Told               |  | Filmada en Ultra Panavision 70; presentada en Cinerama 70mm                                                                                                |
| 1965 | Como casi se perdió el oeste               |  | Filmada en Ultra Panavision 70; presentada en Cinerama 70mm                                                                                                |
| 1965 | La batalla de las Ardenas                  |  | Filmada en Ultra Panavision 70; presentada en Cinerama 70mm                                                                                                |
| 1966 | Vacaciones en Rusia                        |  | Filmada en Kinopanorama, presentada en Cinerama de 3 paneles y Cinerama 70mm                                                                               |
| 1966 | Kartum                                     |  | Filmada en Ultra Panavision 70; presentada en Cinerama 70mm                                                                                                |
| 1966 | Grand Prix                                 |  | Filmada en Super Panavision 70 con secuencias en MCS-70; presentada en Cinerama 70mm                                                                       |
| 1967 | La última aventura                         |  | Filmada en Super Technirama 70; presentada en Cinerama 70mm                                                                                                |
| 1968 | 2001: A Space Odyssey                      |  | Filmada en Super Panavision 70 con ciertas secuencias en Todd-AO y MCS-70; presentada en Cinerama 70mm                                                     |
| 1968 | Estación Polar Zebra                       |  | Filmada en Super Panavision 70; presentada en Cinerama 70mm                                                                                                |
| 1969 | Krakatoa, al este de Java                  |  | Filmada en Super Panavision 70 and Todd-AO; presentada en Cinerama 70mm                                                                                    |
| 1970 | Canción de Noruega                         |  | Filmada en Super Panavision 70; presentada en Cinerama 70mm                                                                                                |
| 1972 | El gran vals                               |  | Filmada en Panavision 35mm, presentada en Cinerama 70mm |
| 1974 | Joe y Margarito                            |  | Filmada en Todd-AO 35, presentada en Cinerama 70mm |
| 2012 | In the Picture                             |  | Filmada en Cinerama de 3 paneles, presentada en Cinerama                                                                                                   |
| 2015 | Los 8 más odiados                          |  | Filmada en Ultra Panavison 70; presentada en Cinerama 70mm                                                                                                 |